# Nyctidromus anthonyi
Nyctidromus anthonyi е вид птица от семейство Caprimulgidae.

## Разпространение
Видът е разпространен в Еквадор и Перу.